# Friedrich Otto Gräbner
Friedrich Otto Gräbner (* 5. August 1848 in Pretzsch; † 1922) war ein deutscher evangelischer Pfarrer. 
Gräbner studierte in Leipzig, Halle und Berlin. Am 13. August 1876 wurde er zum Prediger an der Heilig-Geist-Kirche in Magdeburg ordiniert und am 9. März 1879 in Kolberg (Pommern) als Dompfarrer in sein Amt eingeführt; dort heiratete er 1881. Anfang der 1890er Jahre zog er nach Berlin und wurde von der Stadt als Anstaltsgeistlicher für das Friedrich-Wilhelm-Hospital sowie für das »Städtische Irrenhaus Dalldorf« angestellt. Obgleich Verwaltungsdirektor Rudolf Wilcke ihn am 6. Februar 1896 beim Königlichen Konsistorium der Provinz Brandenburg lobend einschätzte, weigerte das Konsistorium sich beharrlich, Gräbners Anstellung durch den Magistrat zu bestätigen. Nachdem Nauck Pastor der benachbarten Immanuelkirche geworden war, trat Gräbner als Lizentiat der Theologie von 1892 bis 1919 an seine Stelle. 
Er war ein Anhänger der liberalen Theologie und Schriftführer des Deutschen Protestantenvereins in dessen Anfangsphase. Er war auch  Mitglied der linksliberalen (1884–1893 bestehenden) Deutsch-Freisinnigen Partei. 
Sein Einsatz für Gleichberechtigung und seine theologische Sicht der „Judenfrage“ motivierten ihn zum Kampf gegen den Antisemitismus. Ab 1891 war er Herausgeber der Mitteilungen aus dem Verein zur Abwehr des Antisemitismus und einer der Hauptakteure in der Anfangszeit des Vereins.